# Jana Toom
Jana Toom, född Jana Tšernogorova, tidigare Yana Litvinova; 15 oktober 1966, är en estnisk politiker som har tjänstgjort som ledamot av Europaparlamentet sedan 2014. Hon är medlem i  Centerpartiet.

## Biografi

### Tidigt liv
Född av etniska ryska invandrarföräldrar, blev Toom naturaliserad medborgare i Estland 2008. I det estniska parlamentsvalet 2015 valdes Toom också in i Estlands parlament med 11 573 röster. Hon bestämde sig för att inte bli parlamentsledamot och behöll sin ledamotsplats i Europaparlamentet istället.

### Politisk karriär
Toom är medlem i ALDE Group of the Alliance of Liberals and Democrats for Europe och är medlem i Utskottet för framställningar (sedan 2014) och Utskottet för regional utveckling (sedan 2021). Hon var tidigare medlem i Utskottet för sysselsättning och sociala frågor (2014–2021) och sin riksdagsgrupps samordnare på Utskottet för kultur och utbildning (2014–2019).
Utöver sina utskottsuppdrag har Toom ingått i parlamentets delegation till EU-Ryssland parlamentariska samarbetskommitté sedan 2014. Hon är även medlem i Europaparlamentets intergrupp för artificiell intelligens och digital, Europaparlamentets intergrupp för extrem fattigdom och mänskliga rättigheter och Europaparlamentets intergrupp för traditionella minoriteter, nationella gemenskaper och språk.
Toom omvaldes i Europaparlamentsvalet 2019 i Estland.
I det estniska parlamentsvalet 2023 valdes hon i Riigikogu valdistrikt nr. 7.

### Kontrovers
I juli 2016 var Toom en del av en liten delegation av parlamentsledamöter, däribland Javier Couso Permuy och Tatjana Ždanoka, som reste till Damaskus för att träffa Bashar al-Assad.
I november 2023 uppstod en skandal i Estland när Yana Toom finansierade utgifterna för rättshjälp för ryska statslösa personer som deporterades från Estland för antistatliga aktiviteter, så att de kunde gå till domstol mot den estniska staten.
Jüri Ratas, Estlands före detta premiärminister, lämnade partiet 2024 på grund av Jana Tooms proryska aktiviteter.